# Тимбреј
Тимбреј је у грчкој митологији био Тројанац, учесник тројанског рата.

## Митологија
Био је син Лаоконта и непознате жене, кога су према неким ауторима, убиле змије (Порка и Карибеја) заједно са оцем и братом Антифантом. Према другим ауторима, убио га је Диомед.
Ово име је и један од епитета бога Аполона, који је добио по Тимбри у Троади, где се налазио његов храм у коме је рањен Ахил. Према другим ауторима, ово име је Аполон добио према истоименом брду.